# 芳川つかさ
芳川 つかさ（よしかわ つかさ、1988年12月22日 - ）は、日本の女優。長野県松本市出身。
旧芸名は上條 つかさ。
身長163cm。体重45kg。血液型B型。
趣味は散歩、特技は書道、ソフトテニス。

## 出演作品

### テレビ
- ハートネットTV 第1話（2016年、NHK） - 看護師
- 超入門!落語THE MOVIE 「天狗裁き」（2018年、NHK）
- 名医とつながる!たけしの家庭の医学 症例ドラマ「夏バテじゃない謎のだるさ」（テレビ朝日）

### ドラマ
- ウルトラシリーズ（テレビ東京）
  - ウルトラマンタイガ 第6話（2019年） - 主婦
  - ウルトラマントリガー NEW GENERATION TIGA 第8話（2021年） - 逃げ惑う人々
  - ウルトラマンデッカー 第21話（2022年） - 技術者
- ほんとにあった怖い話 2020特別編（2020年、フジテレビ）
- 大河ドラマ / 麒麟がくる 第35、36話（2020年、NHK）

### 映画
- 携帯電話2
- Edge of Love（2017年） - 政子
- 12人のイカれたワークショップ（2021年） - 上條先生
- 拝啓、永田町（2021年） - 矢部の妻
- おっさんずぶるーす『謎乃中年認定壱箇条』（2022年） - 同僚

### 舞台
- オフィスユーリープロデュース
  - Vol.2「徒然なるままに~レジェンドオブカミカゼ~」（2009年）
  - Vol.3「近藤を待ちながら」（2010年）
- 朗読劇 うりずんの風「3月10日に帰ろうよ」（2011年）
- 原付チャリオッツ
  - ゾンビ対オカマ（2012年）
  - 最後のゴ人（2013年）
- 劇団カンタービレプロデュース AWABI公演「DOGS」（2014年）
- CheekyParty「ごちゃまぜ」（2019年）

### CM
- アズワン「研究者を照らす灯台編」（2020年）

### MV
- 越尾さくら「スマイル」（2015年）

### VP
- 日本事務器「PHRMAKER」（2015年）
- MSD次世代医療 イメージ映像（2015年）
- 教育映像「キャリアデザインとは」（2017年）
- 新宿さぼてん（2017年）
- ベックマン・コールター「Beckman connect」紹介動画（2019年）

### DVD
- 怨霊映像
  - 25渦編 再現映像「すき間」（2016年）
  - 42骸編 怨霊劇場#17「呪いのメール」（2018年）
- 企業配布用DVD（2021年）
  - 今こそ、被害根絶へ…パワハラ防止法で義務つけられたこと
  - パワハラを受けたら、どうする?解決する3つの手法

### WEB
- a.c.care（2015年） - モデル
- ネットでエキナカ（2016年）
  - 行楽弁当編
  - クリスマスケーキ編
  - 会議弁当編
- ARUHI（2017年）
- fondesk（2022年）

### ラジオ
- ショップチャンネル / コアシェイク（2020年） - アシスタント
- FMシアター / エリートピッチャーにさよなら（2022年、NHK-FM放送）